# ادم-لی-پاساوانت

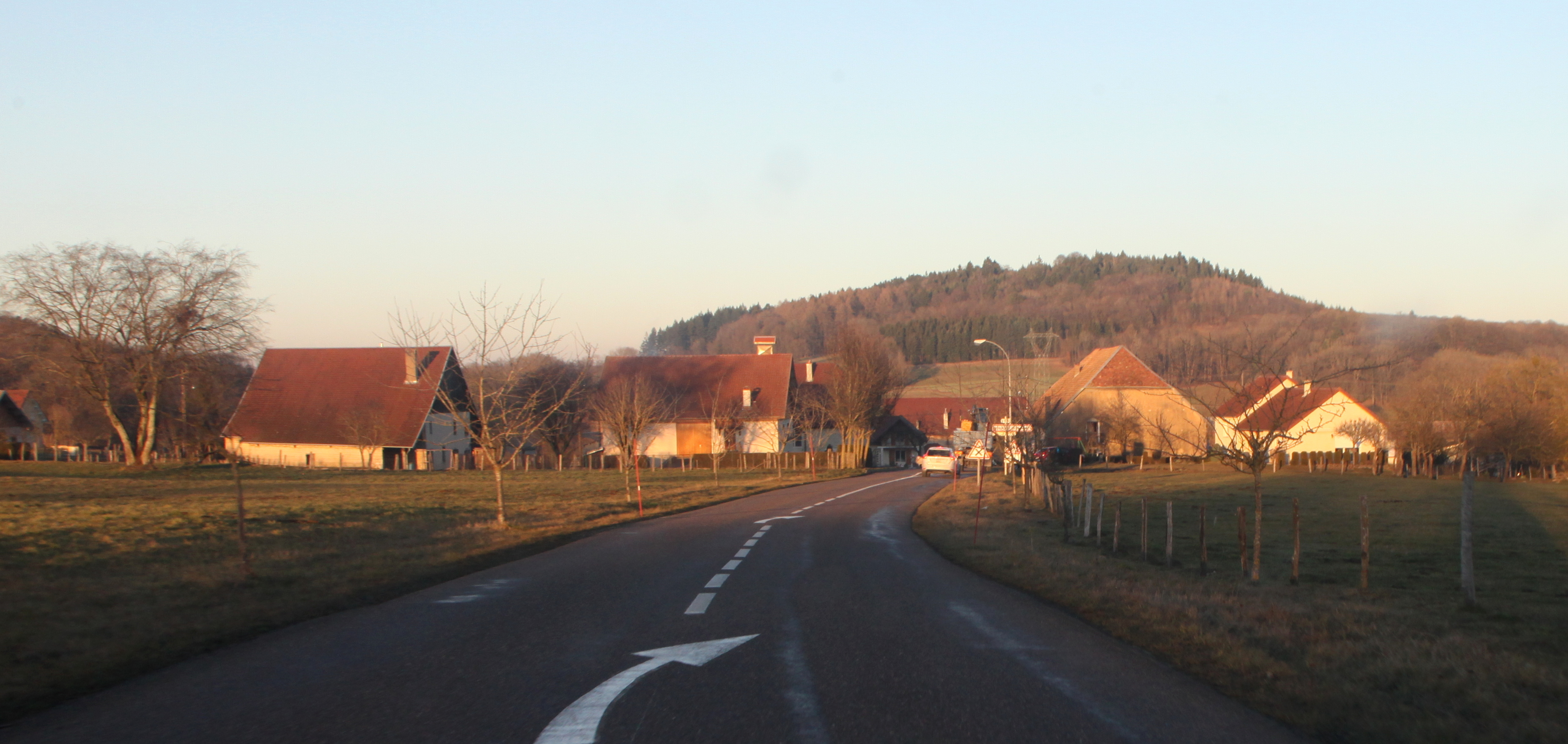
نمایی از ادم-لی-پاساوانت

ادم-لی-پاساوانت (به فرانسوی: Adam-lès-Passavant) یک کمون در فرانسه است که در Canton of Baume-les-Dames واقع شده‌است.

## خصوصیات
ادم-لی-پاساوانت ۹٫۵۹ کیلومترمربع مساحت و ۹۴ نفر جمعیت دارد.